# Izocyjanian metylu
Izocyjanian metylu, H
3C−N=C=O – organiczny związek chemiczny, najprostszy możliwy izocyjanian organiczny. Jest półproduktem przy wytwarzaniu pestycydów z grupy karbaminianów (takich jak karbaryl, karbofuran, metomyl czy aldikarb). Używany jest także do produkcji gumy oraz związków adhezyjnych.
Ma własności silnie toksyczne i drażniące. W 1984 r. jego duże ilości zostały uwolnione do atmosfery przez zakłady należące do koncernu Union Carbide w Bhopalu, co spowodowało śmierć ponad 18 000 osób.
Związek ten został po raz pierwszy otrzymany w 1888 r. z kwasu cyjanowego i metanolu.

## Właściwości fizyczne
W temperaturze pokojowej jest bezbarwną cieczą o silnie nieprzyjemnym zapachu. Temperatura wrzenia wynosi 39,1 °C. Jest wysoce łatwopalny, temperatura zapłonu wynosi −7 °C. Jest rozpuszczalny w wodzie w ilości 6-10 części na 100, jednak ulega następnie hydrolizie.

## Synteza
Współcześnie izocyjanian metylu jest produkowany z metyloaminy i fosgenu. Reakcja biegnie w szerokim zakresie temperatur, jednak w produkcji wielkoskalowej syntezuje się go w wysokiej temperaturze w fazie gazowej. Produkty reakcji są następnie chłodzone, w wyniku czego powstały chlorek N-metylokarbaminiowy (MCC, methylcarbamic chloride) ulega kondensacji.
MCC istnieje w równowadze z izocyjanianem metylu.
W celu przesunięcia tej równowagi w prawo, chlorowodór usuwany jest ze środowiska przez przepłukiwanie dowolną zasadą (np. dimetyloanilina, pirymidyna) lub poprzez destylację mieszaniny.

## Reakcje
MIC reaguje z wieloma substancjami zawierającymi grupy zasadowe, np. N-H lub O-H. Ulega także kondensacji do polimerów zbudowanych z 3 lub większej ilości wyjściowych cząsteczek.
Izocyjanian metylu pod wpływem wody rozkłada się na mocznik oraz dwutlenek węgla z wytworzeniem ciepła (325 cal na gram MIC).
W temp. 25 °C, pod wpływem wody, połowa MIC ulega reakcji w czasie 9 minut. Jeśli wydzielone ciepło nie zostanie odebrane z ośrodka reakcji, tempo reakcji zaczyna wzrastać doprowadzając MIC do wrzenia. Jeżeli MIC znajduje się w przewadze w stosunku do wody, produktem reakcji jest biuret (dimocznik) oraz dwutlenek węgla.
Proste związki zawierające wiązanie N−H, takie jak amoniak lub I, II-rzędowe aminy reagują gwałtownie z MIC, tworząc podstawione pochodne mocznika. Inne związki posiadające wiązania N−H, takie jak amidy lub moczniki, reagują z MIC bardzo powoli.
Alkohole i fenole, zawierające grupę O−H, reagują powoli z MIC, jednak bieg reakcji może zostać przyspieszony przy zastosowaniu odpowiednich katalizatorów.
Wiele związków jak np. fosfina czy chlorek żelaza i inne związki zawierające metal katalizują powstanie cyklicznego trimeru MIC, z wytworzeniem dużej ilości ciepła. Tworzenie polimerów obserwowane jest przy obecności trilakilowych pochodnych amin. Tworzenie trimerów jest reakcją egzotermiczną (298 cal/g MIC), co może powodować wrzenie mieszaniny reakcyjnej. Z tego też powodu MIC nie powinien być przechowywany w powszechnie stosowanych w przemyśle stalowych zbiornikach.

## Zagrożenia
Izocyjanian metylu jest związkiem silnie toksycznym. Bezpieczne stężenie w powietrzu według niektórych źródeł to 0,02 ppm. MIC powoduje zaburzenia pracy układu oddechowego przy stężeniu powyżej 0,4 ppm, objawiając się kaszlem, bólem klatki piersiowej, dusznościami, astmą, podrażnieniem oczu, nosa, gardła, a także podrażnieniem skóry. Wyższe stężenia, powyżej 21 ppm mogą powodować obrzęk płuc, wewnętrzne krwotoki, zapalenie płuc oraz śmierć.
Efekty toksyczne były obserwowane w czasie katastrofy w Bhopalu, w której uwolniło się do atmosfery 43 000 kg izocyjanianu metylu i innych szkodliwych gazów w silnie zaludnionej strefie 3 grudnia, 1984, zabijając około 20 tys. osób, a u 120 tysięcy powodując różnego typu dolegliwości.